# Добърчин
Добърчин е село в Западна България. То се намира в Община Своге, Софийска област.

## География
Село Добърчин се намира в Понор планина, част от Стара планина. Над селото се издига връх Върпина. Природата е чудесна има много сърни, елени, зайци. В горите може да се срещнат диворастящи ягоди. Климатът е уникален, поради което в подножието на селото е изградена Специализирана болница по пневмофтизиатрични заболявания за долекуване, продължително лечение и рехабилитация „Цар Фердинанд I“ с. Искрец. Болницата е своеобразна граница между с. Искрец и с. Добърчин. Тя е създадена през 1908 г. като противотуберкулозен санаториум с указ и дарение от Цар Фердинанд I. Мястото за създаване на санаториума е избрано от специално назначена от Цар Фердинанд I комисия, която е пътувала из България и е извършвала измервания на климатичните параметри.

## История

### Меча поляна
Меча поляна е заличено село, което през 1986 година е присъединено като махала към село Добърчин. Към момента на присъединяването населението на Меча поляна е 5 души . В махалата днес има 20-ина постройки, сред които средновековна църква и училище. Меча поляна не е било електрифицирано. Има водоснабдяване. Пътят до бившето село, следващ трасето на стар римски път, тръгва от махала Лилашковци и е с дължина малко над 2 километра.